# مكبث (مسرحية)
مكبث (بالإنجليزية: Macbeth) في بعض الدول تنطق ماكبث هي قصيدة تراجيدية للمسرحي الإنكليزي ويليام شكسبير عن القائد الاسكتلندي مكبث الذي يغتال ملكه دنكن ليجلس على عرش اسكتلندا مكانه. مكبث أقصر تراجيديات شكسبير، ولا حبكة جانبية فيها تتعلق بأي شخصيةٍ أخرى. كُتبت هذه المسرحية في وقتٍ ما بين 1603 و1606، واعتمد فيها شكسبير بشكلٍ طفيف على شخصية مكبث الاسكتلندي أحد ملوك اسكتلندا. مُثلث هذه المسرحية مراراً، وأنتجت للسينما والأوبرا ومسلسلات التلفاز.

## الشخصيات الرئيسية

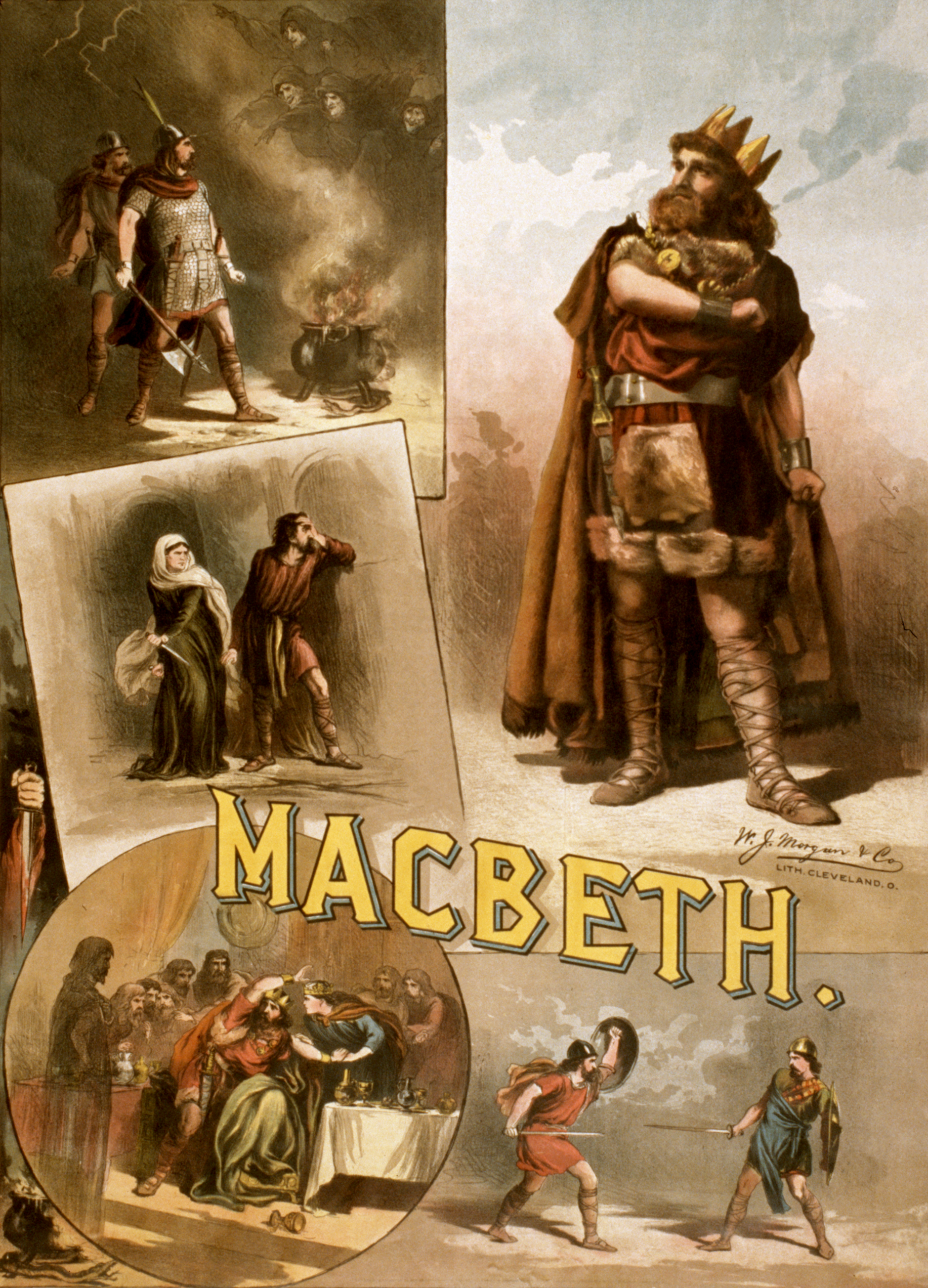
Macbeth

- مكبث - حاكم غلامس، وأحد قادة جيش الملك دنكن، ملك اسكتلندا فيما بعد
  - السيدة مكبث - زوجة مكبث
- دنكن - ملك اسكتلندا
  - مالكولم - ابن دنكن الأكبر
  - دونالبن - ابن دنكن الأصغر
- بانكو - صديق مكبث وأحد قادة جيش الملك دنكن
  - فليانس - نجل بانكو
- مكدف - حاكم فايف
  - السيدة مكدف - زوجة مكدف

## نبذة عن المسرحية
تفتتح المسرحية وسط الرعد والبرق، وثلاثة ساحرات يقررن أن لقائهن القادم سيكون مع مكبث، في المشهد التالي يظهر رقيب مجروح من جيش الملك، يخبر الملك أن مكبث أحد قواده وبانكو قاموا بصد غزوة للقوات المتحالفة نورماندي وأيرلندا، ويعجب الملك بشجاعة مكبث وقوته الجامحة، التي وصفها له القائد المجروح.
يتغير المشهد ليظهر مكبث وبانكو في محادثة يقيموا نصرهم «ياله من يوم أحمق لم أر مثله من قبل»، وبينما هم يتسائلون في أرض بور، تظهر الساحرات الثلاثة المنتظرات وتحييهم وتنبئهم بما سيكون عليه مستقبلهم، وعلى الرغم من أن بانكو هو أول من أعترضهم إلا أن الساحرات توجهن بالحديث لمكبث، في البداية لقبوه بنبيل الجلامس كما هو معروف، والثانية بنائب الملك، فيما أن النداء الثالث كان «ستكون ملك بعدئذ», ويطبق مكبث بالسكوت والصدمة، فيقوم بانكو باعتراضهم مرة أخرى، تقوم الساحرات بتنبيئه أنه سيكون والد سلالة من الملوك، وفيما يتعجب الرجلان ويتسائلان عن هذا الأعلان تختفي الساحرات الثلاثة، ويصل أحد النبلاء وهو رسول من الملك ليخبر مكبث بالنبؤة الأولى وهي نائب للملك، وفي الحال تتوهج حماسة مكبث ليصبح ملكاً.

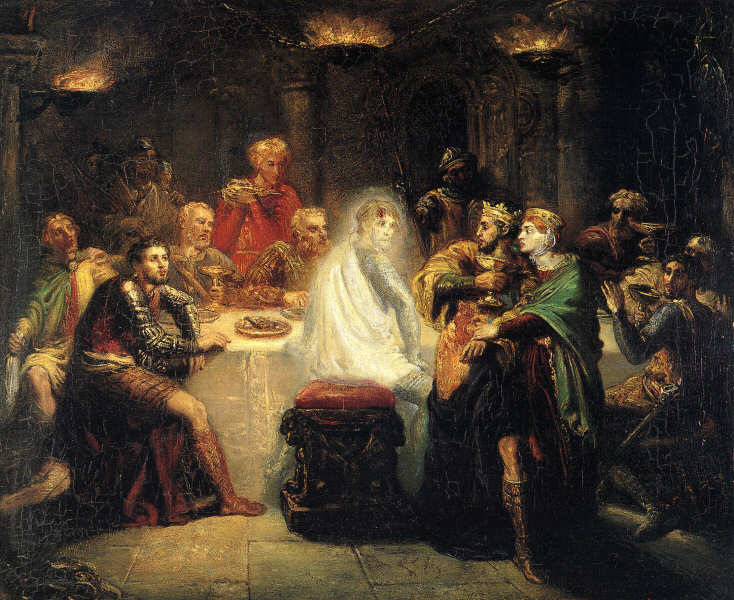
مكبث يرى شبح بانكو رسمها تيودور كاسيريو.

يقوم مكبث بالكتابة لزوجته عن أمر الساحرات الثلاثة ونبؤاتهن، فيما يقرر الملك البقاء بقلعة مكبث بمدينة أنفرنيس، تقوم السيدة مكبث بتدبير خطة لقتل الملك وتأمين العرش ليصبح لزوجها، فيما تداهم مكبث الشكوك والقلق عن عواقب هذا الأمر، ولكن السيدة مكبث تستفز ملكاته بعبارات مثل «أنت لست برجل» إلى أن يقتنع ويقوما بتنفيذ الخطة، ويتهم خدم الملك بقتله وهو نائم، تدور أحداث القصة وتنقلب نعمة الملك إلى نقمة بسبب الكوابيس التي تلاحق مكبث وانتحار زوجته ومن ضمن الهلوسات التي لاحقت مكبث رؤيته شبح صديقه بانكو بعد أن أستأجر رجلين لقتله هو وأبنه فلينس وتنجح عملية القتل، ولكن فلينس أبن بانكو يلوذ بالفرار.
تنتهي القصة بمقتل مكبث على يد مكدف

## وصلات خارجية
- نسخة مترجمة لمسرحية مكبث من قبل مؤسسة هنداوي للتعليم والثقافة